# Vlag van Ellewoutsdijk

Vlag van Ellewoutsdijk
(1954-1970)

De vlag van Ellewoutsdijk werd op 19 augustus 1954 bij raadsbesluit vastgesteld als de gemeentelijke vlag van de Zeeuwse gemeente Ellewoutsdijk. De beschrijving luidt: 
Drie evenhoge banen van rood, wit en zwart, met op het wit het gemeentewapenschild.
De kleuren van de vlag zijn ontleend aan het gemeentewapen. 
In 1970 ging de gemeente op in Borsele, waardoor de vlag als gemeentevlag kwam te vervallen.
Opmerking: Sierksma beschrijft en tekent de vlag met het wapen aan de broekingzijde en beschrijft het als gekroond, maar tekent het zonder kroon.

## Verwante afbeelding

Het wapen van Ellewoutsdijk

Aardenburg 
· Arnemuiden 
· Axel 
· Baarland 
· Biervliet 
· Biggekerke 
· Borssele 
· Breskens 
· Brouwershaven 
· Bruinisse 
· Burgh 
· Domburg 
· Dreischor 
· Driewegen 
· Duiveland 
· Ellewoutsdijk 
· 's-Gravenpolder 
· Groede 
· Haamstede 
· 's-Heer Abtskerke 
· 's-Heer Arendskerke 
· Hoedekenskerke 
· Hontenisse 
· IJzendijke 
· Kloetinge 
· Kortgene 
· Koudekerke 
· Krabbendijke 
· Kruiningen 
· Mariekerke 
· Meliskerke 
· Middenschouwen 
· Nieuw- en Sint Joosland 
· Nisse 
· Noordgouwe 
· Oostburg 
· Oostkapelle 
· Oud-Vossemeer 
· Oudelande 
· Ovezande 
· Poortvliet 
· Retranchement 
· Rilland-Bath 
· Ritthem 
· Sas van Gent 
· Scherpenisse 
· Schoondijke 
· Sint-Annaland 
· Sint Jansteen 
· Sint-Maartensdijk 
· Sint Philipsland 
· Sluis 
· Sluis-Aardenburg 
· Stavenisse 
· Valkenisse 
· Vogelwaarde 
· Waarde 
· Waterlandkerkje 
· Wemeldinge 
· Westdorpe 
· Westerschouwen 
· Westkapelle 
· Wissenkerke 
· Wolphaartsdijk 
· Zaamslag 
· Zierikzee 
· Zuiddorpe 
· Zuidzande